# Aeroporto di Uberlândia
L'aeroporto di Uberlândia - Tenente Coronel Aviador César Bombonato è un aeroporto brasiliano situato nella città di Uberlândia, nello stato del Minas Gerais.

## Storia
Il primo volo vi atterrò il 10 maggio 1935. Nel 1980 fu assegnato in gestione ad Infraero che nel corso degli anni realizzò varie infrastrutture funzionali per lo sviluppo dell'aeroporto.
L'8 giugno 2001 fu intitolato a César Bombonato, un ufficiale della Força Aérea Brasileira morto in un incidente aereo nel 1998.
Nel 2005 l'aeroporto fu ampliato: la capacità del terminal fu aumentata a 750 mila passeggeri all'anno e sono state realizzate nuove sale per le partenze e gli arrivi, oltre a una nuova area ristoro. Due anni più tardi anche la pista venne allungata. Il 18 agosto 2022 Aena si è aggiudicata la gestione trentennale dell'aeroporto.

### Incidenti
- 28 febbraio 1952: un Douglas DC-3A-393 della Panair do Brasil immatricolato PP-PCN, in volo da Rio de Janeiro-Santos Dumont a Goiânia via Uberlândia. Pur avendo ottenuto il permesso per atterrare, il pilota eseguì una riattaccata colpendo con un'ala un albero causando lo schianto dell'aereo[2]. Il volo era stato autorizzato ad atterrare a Uberlândia. Dei 31 occupanti, 8 sono morti.